# 22 Acacia Avenue
22 Acacia Avenue é uma canção da banda de heavy metal britânica Iron Maiden, presente no álbum The Number of the Beast.  A canção dá sequencia à saga da prostituta Charlotte, iniciada no primeiro álbum com "Charlotte the Harlot". 

## Formação
- Bruce Dickinson - vocal
- Dave Murray - guitarra
- Adrian Smith - guitarra
- Steve Harris - baixo
- Clive Burr - bateria